# Reacție Allan-Robinson
Reacția Allan-Robinson este o reacție organică ce are loc între o o-hidroxiarilcetonă și o anhidridă acidă aromatică, ducând la formarea de flavone (sau izoflavone):
Dacă sunt utilizate anhidride alifatice, se pot obține cumarine în schimb.

## Mecanism de reacție
Prima etapă ce are loc este o enolizare prin transfer de proton, ce duce la formarea unei alchene și a unui ion hidroxid. A doua etapă este o acilare care se manifestă printr-un atac asupra centrului electrofil din anhidridă. A treia etapă presupune eliminarea unui carboxilat, care atacă un atom de hidrogen alfa, formând un enol. Apoi, ionul de hidroxid nucleofil atacă atomul de carbon formând heterociclul hexaciclic, care duce la formarea produsului de reacție final:

## Veziși
- Acilare Kostanecki